# Osiedle im. Kardynała Stefana Wyszyńskiego

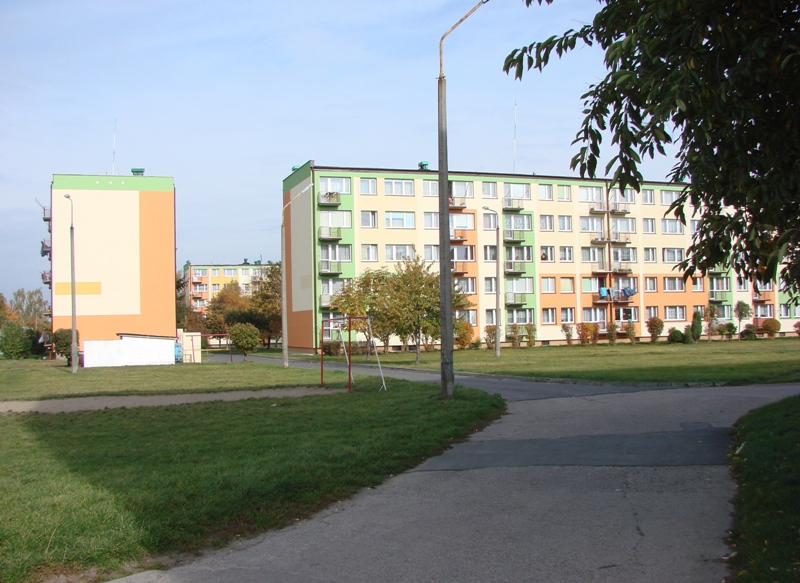
Osiedle Kardynała Stefana Wyszyńskiego

Osiedle imienia Kardynała Stefana Wyszyńskiego (do roku 1991 Osiedle imienia Ludwika Waryńskiego) – osiedle mieszkaniowe w Wieluniu, wznoszone w technologii wielkopłytowej od końca lat 70., położone między ulicami: 18 Stycznia, POW, Kościuszki i Popiełuszki. 41 bloków mieszkalnych, od 1991 także segmentowe budownictwo jednorodzinne. W osiedlu znajdują się szkoła podstawowa, gimnazjum, przedszkole oraz trzy supermarkety.